# 坎普雷东杜
坎普雷东杜是巴西北大河州的一个市镇。总面积213.729平方公里，总人口9029人，人口密度42.2人/平方公里。